# Zhang Weihong
Zhang Weihong (chinesisch 張維紅, Pinyin Zhāng Wéihóng; * 31. Januar 1963)  ist eine ehemalige chinesische Handballspielerin.

## Karriere
Zhang Weihong gehörte dem Kader der chinesischen Nationalmannschaft an. Bei den Olympischen Spielen 1984 in Los Angeles, die von der Sowjetunion und weiteren sozialistischen Staaten boykottiert wurden, gewann sie mit ihrer Mannschaft die Bronzemedaille. Sie steuerte insgesamt drei Treffer zum Erfolg bei. Vier Jahre später belegte Zhang Weihong den sechsten Platz bei den Olympischen Spielen in Seoul, in deren Verlauf sie zehn Tore warf.